# Vilamaniscle
Vilamaniscle è un comune spagnolo, nella comunità autonoma della Catalogna, nella comarca deil'Alt Empordà.
Situato nella parte occidentale della Sierra de Ferran nei Monti Albères è coperto in gran parte del suo territorio con pini e sughero. Si coltivano ulivi e vigneti. Il suo vino è apprezzato in tutta la comarca. Vi sono nuovi servizi di accoglienza grazie alla crescita del turismo.